# Kreiskogel
Der Kreiskogel ist ein 2306 m ü. A. hoher Berg in den Seetaler Alpen im österreichischen Bundesland Steiermark. In Verbindung mit dem Zirbitzkogel bildet er ein beliebtes Tourenziel über den Winterleitenseen.

## Lage und Umgebung
Der Kreiskogel liegt am Hauptkamm der Seetaler Alpen etwa 2800 m nördlich des Zirbitzkogels am TÜPl Seetaler Alpe. Über den Gipfel verläuft die Grenze zwischen den Bezirken Murau (Gemeinde Neumarkt) und Murtal (Gemeinde Judenburg). Eine namenlose Scharte trennt ihn von der Ochsenbodenhöhe (2292 m) im Süden, mit der er das größte Kar der Gebirgsgruppe nordwestlich begrenzt. Darin liegen neben den beiden Winterleitenseen die deutlich kleineren Ochsenbodenseen. Richtung Norden verläuft der Kamm weiter zur Wenzelalpe (2151 m). Im Übergang zur Ochsenbodenhöhe erinnert ein Marterl aus dem Jahr 1998 an ein Lawinenopfer. Stützpunkt für eine Besteigung ist die Winterleitenhütte (1782 m) östlich des Berges.

## Geologie und Geomorphologie
Der Kreiskogel ist aus für die Seetaler Alpen typischem Granatglimmerschiefer aufgebaut. Am Kamm zur Ochsenbodenhöhe zeigen sich mehrere Pegmatitlinsen und schmale Lagen von Amphiboliten. Am Kreiskogel herrscht ein 35° NWN-Fallen der Schichten. Im unteren Abschnitt der Ostflanke ist eine Marmorlinse eingeschaltet.
Während drei Seiten des Berges als steile Rasenhänge abfallen, präsentieren sich die Ostflanke und der Gipfelbereich felsdurchsetzt. Das kleine Kar südlich des Berges ist durch herabrutschenden Blockschutt von Kreiskogel und Ochsenbodenhöhe geprägt und beherbergt drei Seen.

## Aufstieg

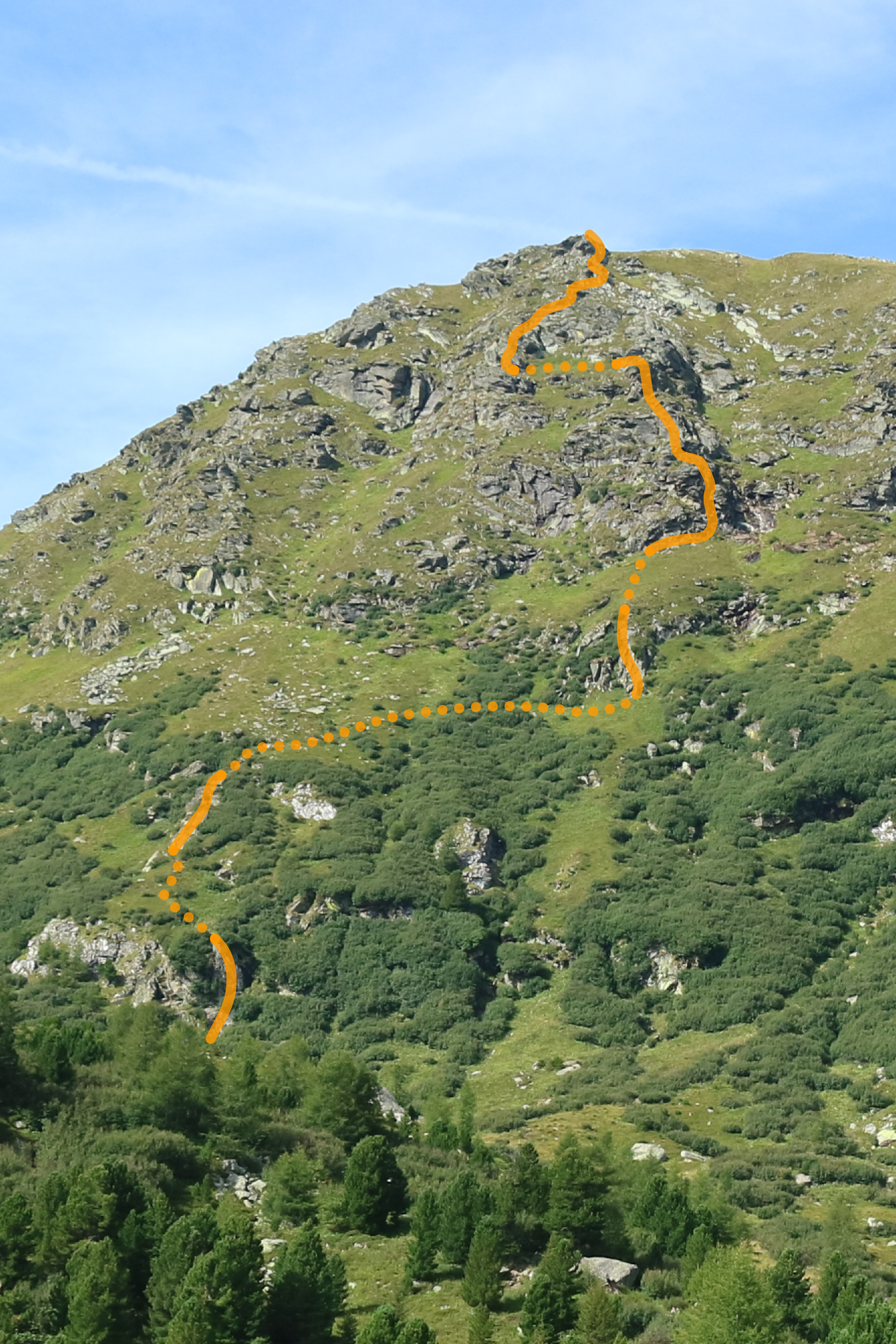
Lukas-Max-Klettersteig

Der Kreiskogel wird vor allem ausgehend von der Winterleitenhütte sowie in Kombination mit dem Zirbitzkogel häufig bestiegen. Von der Hütte führt der Aufstieg in etwa 1½ Stunden entlang gelber Hinweistafeln (TÜPl) unschwierig über den Nordostrücken. Der Weiterweg zum Zirbitzkogel schlägt ebenfalls mit 1½ Stunden zu Buche. Für die Begehung des schuttbedeckten Südwesthangs ist Trittsicherheit erforderlich.
Seit Herbst 2004 besteht zusätzlich die Möglichkeit, den Kreiskogel über den Lukas-Max-Klettersteig zu besteigen. Der Sportklettersteig verläuft über 300 Hm durch die felsige Ostflanke des Berges und wird vom Österreichischen Bundesheer instand gehalten. Insgesamt wurden in mehrwöchiger Bauzeit 90 Anker, 160 Seilklemmen und 350 m Stahlseil montiert. Der Steig, der nach dem Sohn seines Erbauers benannt ist, weist eine Schwierigkeit von D/E (extrem schwierig) auf und sollte nur von einigermaßen erfahrenen Bergsteigern mit Klettersteigset begangen werden. Aufgrund des grasdurchsetzten Geländes finden sich einige Gehpassagen. Außerdem kann der Steig an mehreren Stellen verlassen werden. Von der Winterleitenhütte benötigt man etwa ½ Stunde zum Einstieg, die Kletterzeit ist mit 1½ Stunden bemessen.
Im Winterhalbjahr ist der Kreiskogel ein beliebtes Ziel für Skitouren, wobei gerne über den Südostkamm aufgestiegen wird.